# Jaszczakita
La jaszczakita és un mineral de la classe dels sulfurs. Rep el seu nom en honor del Dr. John A. Jaszczak, professor de física i curador adjunt del Museu Mineral d'A. E. Seaman, al campus de la Universitat Tecnològica de Michigan.

## Característiques
La jaszczakita és una sulfosal de fórmula química [Bi₃S₃][AuS₂]. Va ser aprovada com a espècie vàlida per l'Associació Mineralògica Internacional l'any 2016. Cristal·litza en el sistema ortoròmbic. És l'anàleg de sofre i bismut de la buckhornita, de la qual és isostructural. Químicament està relacionada amb la jonassonita. L'exemplar que va servir per a determinar l'espècie, el que es coneix com a material tipus, es troba conservat a les col·leccions mineralògiques del Museu d'Història Natural de Florència, a Itàlia, amb el número de catàleg 3237/I.

## Formació i jaciments
Va ser descoberta a l'esvoranc Alsó-Rózsa, a la localitat de Nagybörzsöny, als Monts Börzsöny, Comtat de Pest, Hongria. La localitat tipus es l'únic indret on ha estat trobada aquesta espècie mineral.